# U-150号潜艇 (1940年)
U-150号（德語：U 150）是纳粹德国战争海军建造的十六艘II-D型近岸潜艇（或称U艇）之一。它由基尔的德意志造船厂承建，于1940年10月19日下水，至同年11月27日交付使用。第二次世界大战期间，该艇主职训练和教学用途，未曾参与任何作战行动。1945年5月8日，U-150号在黑尔戈兰岛投降，随后被转运至英国，于12月21日在“舷窗行动”中遭两艘英国驱逐舰以火炮击沉。

## 设计
II级潜艇是从一战中德意志帝国海军的UB级和UF级近岸潜艇发展而来。其外观尺寸小，造价便宜且易于生产，在很短时间内便能造好。这款艇具在设计上吸收了为芬兰海军定制的欧洲水鼬号的优点，是非常出色的训练艇。但由于它们体积较小，在海面上容易剧烈颠簸，因此也被德国人戏称为“独木舟”（Einbaum）。尽管如此，一些II级艇在训练任务与战斗行动中表现相当出色，许多II级艇的衍生型号也相继被建造出来。
U-150号是一款用于近岸水域作战的II-D型单壳体潜艇。与前型相比，它的司令塔更大、塔后部增加了高射炮发射平台，艇身外部壳体两侧还设计了醒目的鞍状水箱。鞍状水箱除了能利用在压载水舱和燃料箱中以提高活动半径之外，对于潜艇在暴风雨天气中的航行也有好处。艇只的全长43.97米、舷宽4.92米、高8.4米，并有3.93米的吃水深度，水上和水下排水量则分别增加至314吨和364吨。II-D型艇采用两台曼海姆发动机厂（MWM）生产的六缸四冲程350匹公制馬力（260千瓦特）柴油机用于水面运行，以及两台各配备36个AFA蓄电池组的205匹公制馬力（150千瓦特）西门子-舒克特（SSW）电动发电机用于水下航行；水面最高航速12.7節（23.5每小時），水下7.4節（13.7每小時）；能够在水面以8節（15每小時）航速续航5,650海里（10,460），或以4節（7.4每小時）连续在水下航行56海里（104）而无需充电。它采用双轴和两副直径为0.85米的螺旋桨，具备在80－150米的深度运行的能力，紧急下潜需时30秒。
武器装备方面，U-150号在艇艏内置有三具管径为533毫米的鱼雷发射管，呈倒三角形布置，其中左舷一具、右舷一具、底部的中线上还有一具；它们合共配备5枚G7型鱼雷，或可携带最多12枚TMA水雷。此外，该艇还搭载有一门20毫米30式高射炮作为甲板炮。其标准船员编制为3名军官及22名水兵。

## 历史
1939年9月25日，海军造舰局正式将十六艘II-D型潜艇（U-137至U-152号）的建造合同发包予基尔的德意志造船厂。其中U-150号于1940年5月25日开始铺设龙骨，同年10月19日下水，至11月27日在首度担任艇长的海军少尉欣里希·克林的指挥下交付使用。完成海试后，该艇先是以训练艇身份编入驻基尔的第1潜艇区舰队服役至1940年末，继而从1941年1月1日成为驻戈滕哈芬的第22潜艇区舰队的教学艇。随着苏联红军于1945年初发动东波美拉尼亚攻势，德国人被迫放弃戈滕哈芬基地，U-150号遂跟随区舰队自1945年1月起移驻威廉港，然后从4月1日起继续以训练艇身份在驻当地的第31潜艇区舰队服役。同年5月8日，该艇在黑尔戈兰岛向盟军投降，并于6月30日从威廉港转运至英国的瑞安湖。作为“舷窗行动”的一部分，U-150号于12月20日由英国单桅战船福伊号拖曳至爱尔兰岛西北部的北大西洋后切断缆绳，至翌日下午15:05遭福伊号和驱逐舰冲击号就地以火炮击沉，沉没地点大致位于56°04′N 09°35′W / 56.067°N 9.583°W、即编号为AM-5243号的海军网格处。